# Helved
Helved er en lille landsby på øen Als, beliggende i Notmark Sogn tæt ved Fynshav. Den ligger i Sønderborg Kommune og tilhører Region Syddanmark. Helved ligger i udkanten af Danmarks største bøgeskov, Nørreskoven.   
Landsbyen har ca. 70 indbyggere og var i fordums dage en klassisk landsby, hvor hovedbeskæftigelsen bestod af landbrug. Da landbruget langsomt gik i opløsning fik flere og flere beboere arbejde på Danfoss. 
Helved havde i perioden 1979-2022 den meget aktive Midtals Friskole. Bygningerne for kroen Frydendal Kro & Hotel, som kunne dateres tilbage til 1762, blev revet ned i 2021.
Byen har stadig den godgørende "Hørup Genbrugsbutik". 
Der er flere gamle bindingsværkshuse og en gammel (ikke mere aktiv) vandmølle i byen. Byens "oplande" består bl.a. af Skærtoft, Frydendal (hvor kroen ligger) og Stenkobbel. Der er en forhistorisk grav samt lang- eller runddysser og gravhøje rundt omkring i skoven.

## Betydning
Navnet "Helved" har sin oprindelse i de gamle (tyskinspirerede) dialekter. Man kan forbinde "-ved" (Witt) med "træer", eller "skov".[kilde mangler] Ifølge Peder Gammeltoft, der er lektor ved Nordisk Forskningsinstitut betyder stednavnet simpelthen Helvede.
Omkring 1995 foreslog kommunalbestyrelsen, at navnet "Helved" (grundet dets udtalemæssige lighed med Helvede) skulle ændres til "Helleved". Beboerne var imod navneændringen af historiske årsager, men også grundet navneligheden med byen Hellevad ved Rødekro. Der blev samlet underskrifter, og det lykkedes at få ændret de allerede trykte landkort tilbage til det oprindelige navn, Helved.